# Северина (Париллє)
Сестра Северина Париллє ЧСВВ (у світі Стефанія, 27 липня 1884, Настасів — 2 лютого 1941, Струсів) — українська монахиня-василіянка, єврейка за походженням, шанувальниця українського мистецтва, етнографиня, педагогиня.

## Життєпис
Стефанія Париллє народилася 27 липня 1884 р. у с. Настасові на Тернопільщині в родині єврейського корчмаря. Дівчинка зростала під опікою дбайливої няні, української селянки, яка мала визначальний вплив на світогляд дівчинки та прищепила їй любов до Бога, української мови та рідних традицій.
Під час навчання в народній школі майбутня черниця була учасницею аматорського театрального гуртка при читальні філії товариства «Просвіта» в Настасові. Згодом вступила до Самбірської вчительської семінарії, а 1909 р. разом із братами прийняла християнську віру греко-католицького обряду та чернече ім'я Северина, відтак вступила до монастиря чину Сестер Василіянок у Львові. У 1914 р. закінчила навчання у гімназії Сестер Василіянок у Львові. Згодом продовжила навчання на філософському факультеті Львівського університету, де студіювала всесвітню історію та українську літературу та закінчила його в 1919 р.
Вже як черниця сестра Северина Париллє викладала в гімназії Сестер Василіянок польську мову та історію, а також до 1940 р. була адміністраторкою гімназії. Серед своїх вихованиць мала велику повагу та прихильність.
Ініціювала створення етнографічного музею при гімназії. Северина Париллє почала давати своїм ученицям завдання збирати зразки народного одягу, вишиванок, мосяжні (латунні) хрестики, весільні головні убори, ґердани, обрядове печиво, писанки, кераміку, витинанки тощо та формувати музей. Вона особисто об'їхала всю Галичину, аби зібрати, що тільки можна було, до музею при гімназії Сестер Василіянок у Львові. Ті зразки вишиванок, які зафіксували попередники, але які дістати вже не вдавалося, сестра сама вишивала з альбомів, наприклад, з праці «Motive der hausindustriellen Stickerei in der Bukowina» (1912—1913 рр.) Еріха Кольбенгаєра про буковинську вишивку. Тим же часом черниця почала популяризувати унікальні колекції, а також налагодила співпрацю з кооперативом «Народне мистецтво» та у його часописі «Нова хата» почали публікувати зразки українського народного строю. Також вона організовувала успішні виставки українського народного строю та предметів побуту у Львові. Згодом у неї визрів задум провести аналогічні виставки у США, куди черниця-етнограф вирушила за підтримки Митрополита Андрея Шептицького в 1932 р. У США с. Северина Париллє передала частину експонатів єпископу Костянтинові Богачевському, що нині зберігається в музеї української культури у Стемфорді.
Після повернення до Галичини черниця продовжила активну роботу педагога і збирача. Частину того, що віднаходила, передавала у Стемфорд на прохання першого директора музею о. Лева Чапельського. У 1935 р. мати Северина знову була у США, де брала участь у виставці виробів народного мистецтва.
Після приходу більшовиків 1939 р. Львівська гімназія сестер-василіянок стала Львівською середньою школою № 4, але ще певний час мати Северина там викладала. Аби вберегти власну збірку, Северина передала її до музею НТШ. 1940 р. НТШ примусово припинило свою діяльність, а його музеї та колекції розділені між різними установами. Так збірка Северини Париллє стала частиною колекцій Львівського музею етнографії та художнього промислу.
У квітні 1940 р. вона вимушено покинула Львів та перебралася до містечка Струсова на Тернопіллі. Тут її, хвору на серце, прийняли у своєму помешканні родичі Йосифа Сліпого — Родіон Сліпий та Ольга Ситник-Сліпа. Северина Париллє відійшла у вічність 2 лютого 1941 р. та похована у Струсові на місцевому цвинтарі.